# Gorgobina
 (septembre 2007).
Si vous disposez d'ouvrages ou d'articles de référence ou si vous connaissez des sites web de qualité traitant du thème abordé ici, merci de compléter l'article en donnant les références utiles à sa vérifiabilité et en les liant à la section « Notes et références ».

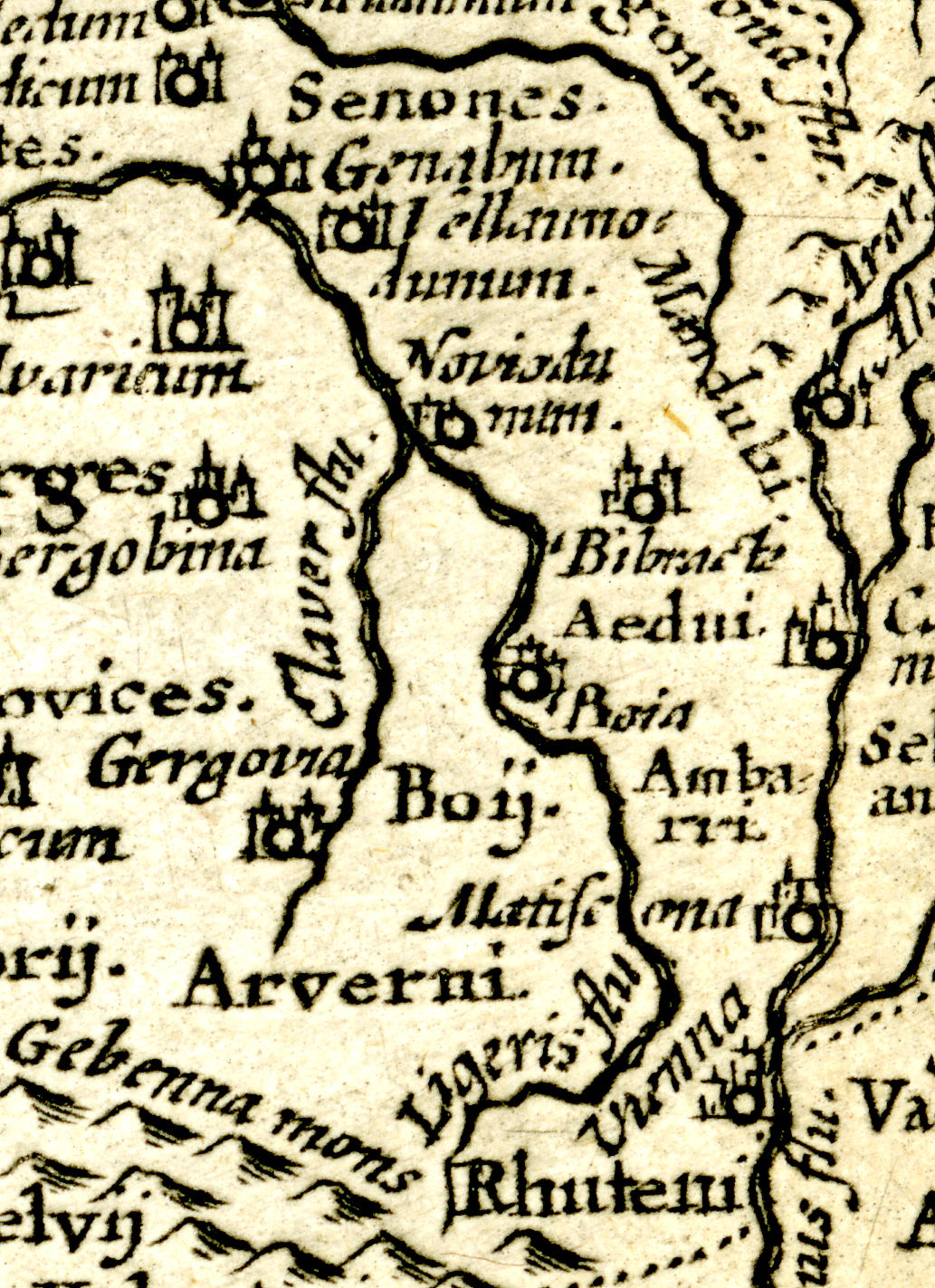
Les peuples celtes, entre Seine, Saône, Loire, Allier et Rhône.

Gorgobina ou Gortona est la capitale des Boïens en Gaule. La localisation la plus probable se situe sur le territoire de l'actuelle commune de Saint-Satur dans le Cher : de nombreux vestiges gallo-romains sont attestés à Saint-Thibault-sur-Loire.
L'essentiel des connaissances viennent du livre VII des Commentaires sur la Guerre des Gaules de César. La dénomination a varié en fonction des copistes et des traductions françaises de cette œuvre : Gergobina, Gergoviam, Gergovia Boïorum, Gortona, etc.

## Recherches sur Gorgobina
Napoléon III (au cours du XIXe siècle) fut le promoteur de la découverte des Celtes de la Gaule et ses équipes d'archéologues, se fondant sur l'ouvrage de César, ont fait un travail immense de recherche sur tout le territoire de la France de l'époque ; ils ont ainsi réussi la mise au jour de la presque totalité des oppida cités par cet auteur, à l'exception de Gorgobina.
Jacques Gabriel Bulliot (1817-1902) et son neveu Joseph Déchelette (1862-1914) ont participé et continué l'œuvre entreprise, mais aucun des deux, ni leurs multiples successeurs ne réussirent à localiser la « ville perdue des Boïens ». À l'époque de la Guerre des Gaules, le pays des Boïens correspond à l'actuel Bourbonnais.

### Discussions sur la localisation de Gorgobina
Gorgobina ; durant les premières années ne fut qu'un « camp de réfugiés » essentiellement composé de femmes (mères), d'enfants et quelques vieillards. D'autre part, c'est le seul nouvel oppidum (entre -58 et -52) auquel César donne un nom ; en effet il ne l'a pas appelé Noviodunum Boïen comme tous les autres. Ainsi il serait étonnant que ce soit un oppidum fortifié.
En 52 av. J.-C., lors de la seconde campagne de César en Gaule, Vercingétorix tente de rallier les boïens. Cette manœuvre plaçait César en mauvaise situation politique, c'est pourquoi ayant rapidement rejoint son lieutenant Labiénus à Agedincum il y rassemble toutes ses forces puis commence sa campagne en direction du territoire des Boïens en assiégeant Vellaunodunum. Un accord ayant été conclu, l'armée romaine poursuit rapidement son chemin en direction de Cenabum qui disposait d'un pont pour franchir la Loire. César pille et brûle la ville, fait don du butin aux soldats, passe la Loire et arrive dans le pays des Bituriges où il assiège Noviodunum ce qui oblige Vercingétorix à quitter le territoire boïen pour porter assistance à ses alliés. Deux pages du De Bello Gallico décrivent les péripéties de ce siège et la victoire de César par un nouvel accord, aussi le proconsul décide d'en finir en se dirigeant vers la capitale des Bituriges, Avaricum.

## Petite chronologie historique
- 58 av. J.-C. : arrivée des Boïens sur le site (entre 20 et 22 000 personnes au maximum) essentiellement des femmes, des enfants et quelques vieillards ; en raison de la défaite et surtout de la valeur économique que représentaient les esclaves (hommes et jeunes femmes vierges) pour l'empire.
- Installation et prise en main de ce nouvel espace par les nobles boïennes sous la tutelle de leurs puissants voisins, les Éduens.
- 52 av. J.-C. : seconde campagne de César en Gaule qui part à Gergovie afin de provoquer Vercingétorix, qui désirant faire basculer les Éduens dans son camp vient  « occuper » Gorgobina capitale et cœur du pagus des Boïens, clients des Éduens.
 Il semble possible d'affirmer que tous les adolescents boïens réfugiés en -58 ont[10] participé à la défense d'Alésia, ce fait confirmerait l'opinion de Venceslas Kruta sur ce peuple.
- Lors du siège d'Avaricum par l'armée romaine, le chef romain rend hommage aux Boïens qui seuls ont assuré toute la logistique, ce qui lui a permis de poursuivre et de réussir la prise et mise à sac de la formidable forteresse biturige.
- Les Boïens réapparaissent dans les derniers paragraphes du livre VII[11] ayant fait partie de l'armée de secours gauloise de l'oppidum d'Alésia[12] ; dernières pages dictées par Jules César sur son « odyssée » en Gaule, le livre VIII est en effet de son lieutenant Aulus Hirtius.